# رهجان
رهجان (به عربی: الرهجان) یک روستا در سوریه است که در ناحیه سعن واقع شده‌است. رهجان ۸۶۰ نفر جمعیت دارد.